# Dubowo (Białoruś)
Dubowo – dawny folwark na Białorusi, w obwodzie grodzieńskim, w rejonie zelwieńskim, w sielsowiecie Dobrosielce. Leżał ok 2,5 km na północny wschód od Siewoszków. Obecnie tereny te należą do Junkowszczyzny.
W dwudziestoleciu międzywojennym miejscowość leżała w Polsce, w województwie białostockim, w powiecie wołkowyskim, w gminie Podorosk. 16 października 1933 utworzono gromadę Dubowo w gminie Podorosk, obejmującą  folwark Dubowo, kolonię Dubowo, wieś Andrzejewszczyzna, folwark Skarbiec, kolonię Skarbiec i osadę Józefów. Po II wojnie światowej weszła w struktury ZSRR.
Po Dubowie nie pozostało nic, oprócz wykarczowanego placu. 